# ناوین جیندال
ناوین جیندال (انگلیسی: Naveen Jindal؛ زادهٔ ۹ مارس ۱۹۷۰) سیاست‌مدار، کارآفرین، بازرگان و مدیر ارشد اجرایی هندی است، که در حال حاضر به‌عنوان مدیر عامل اجرایی و رئیس هیئت مدیره شرکت جیندال استیل اند پاور فعالیت می‌کند.